# 霍博肯總站
霍博肯總站（英語：Hoboken Terminal）是美國紐約都會區其中一個主要交通樞紐。此以通勤者為本設計的聯運設施位於美國新澤西州哈德遜縣霍博肯。此站設有9條新澤西公共交通（NJT）通勤鐵路線，一條大都會北方鐵路線，許多NJT巴士、私營巴士線，哈德遜-卑爾根輕鐵，紐新港務局過哈德遜河捷運（PATH）地鐵系統以及NY水道營運的渡輪服務。每日有多於5萬名乘客使用總站，成為新澤西第二繁忙的鐵路車站，也是第三繁忙的交通設施，僅次於紐瓦克自由國際機場及紐瓦克賓州車站。霍博肯總站可無障礙通行，輕鐵、PATH列車設有高層月台，通勤鐵路列車則有可攜型電梯。

## 服務

### 通勤鐵路
- 主線（英语：Main Line (NJ Transit)）
- 卑爾根縣線（英语：Bergen County Line）
- 帕斯卡克河谷線（英语：Pascack Valley Line）
- 莫里斯鎮線（英语：Morristown Line）及莫里斯及埃塞克斯線（英语：Morris and Essex Lines）的格萊德斯通支線（英语：Gladstone Branch）
- 蒙克萊-本頓線（英语：Montclair-Boonton Line）
- 北澤西海岸線（英语：North Jersey Coast Line）（有限度服務）
- 草原地鐵路線（英语：Meadowlands Rail Line）（有活動時服務）
- 傑維斯港線（英语：Port Jervis Line）
- 拉里坦河谷線（英语：Raritan Valley Line）（只有一班內行平日早上列車）

可在紐瓦克賓州車站（同時服務美鐵），塞卡烏卡斯交匯或紐瓦克寬街轉乘其他新澤西交通鐵路線。

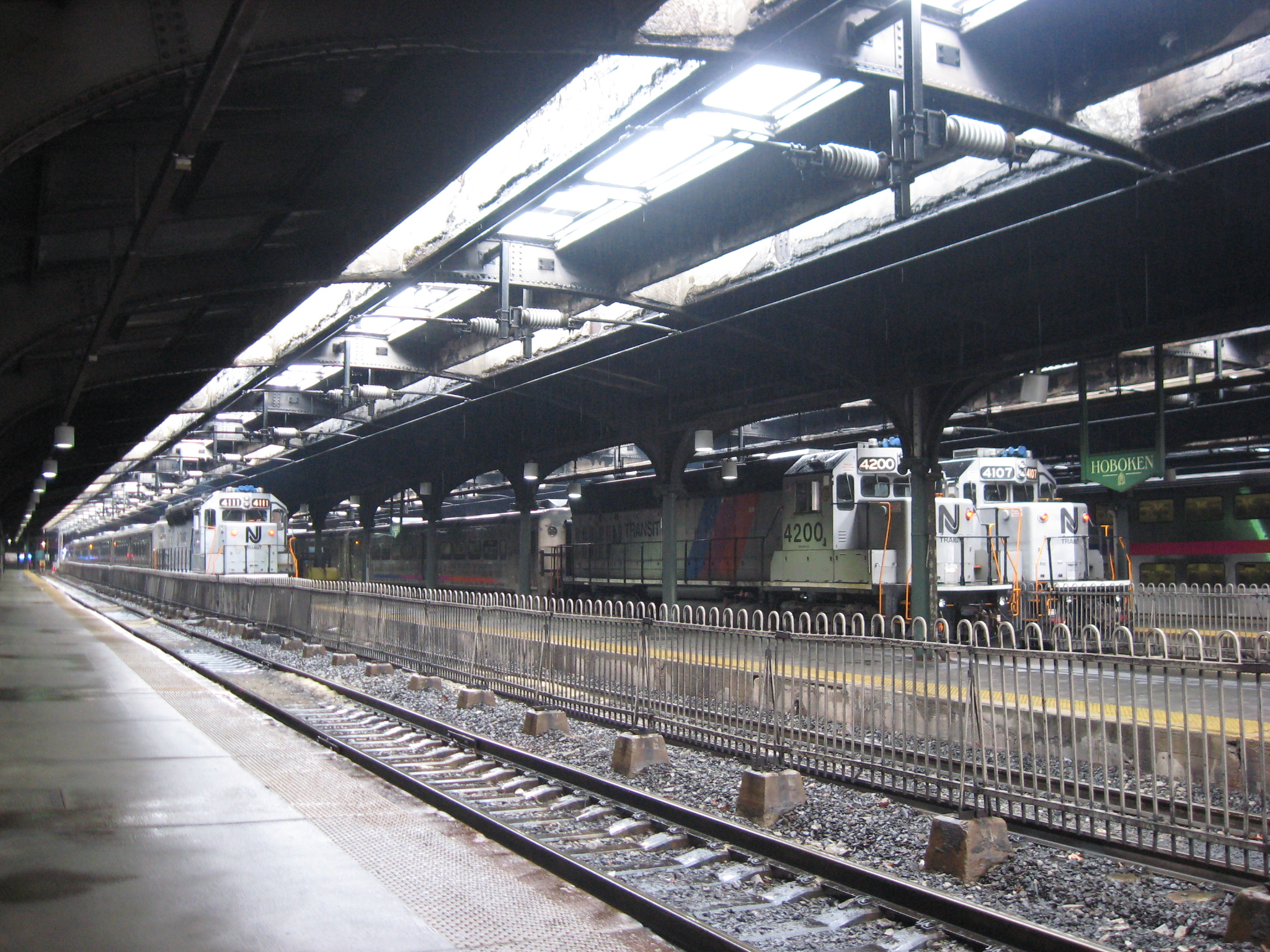
车站站台
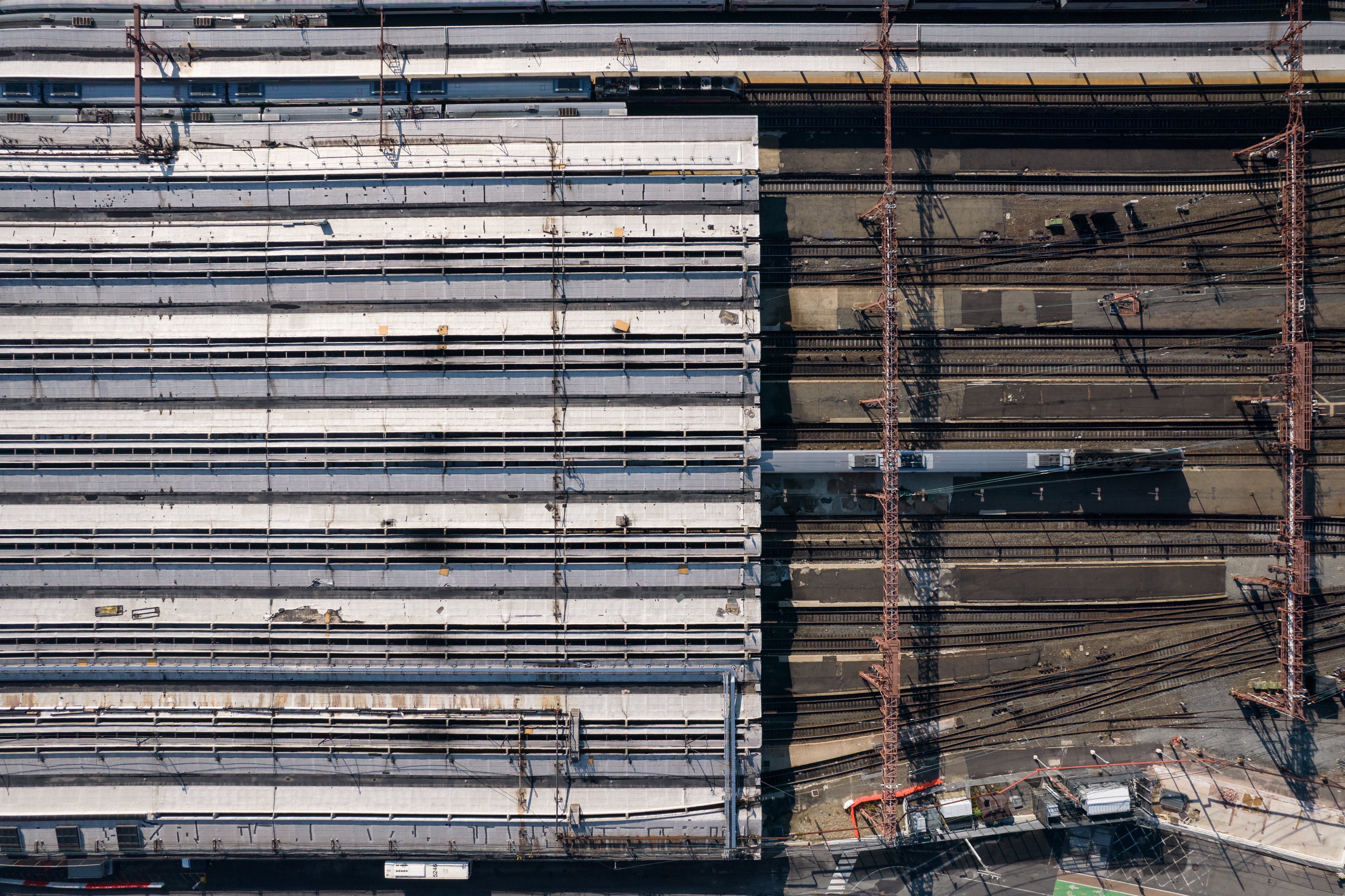
站场航拍
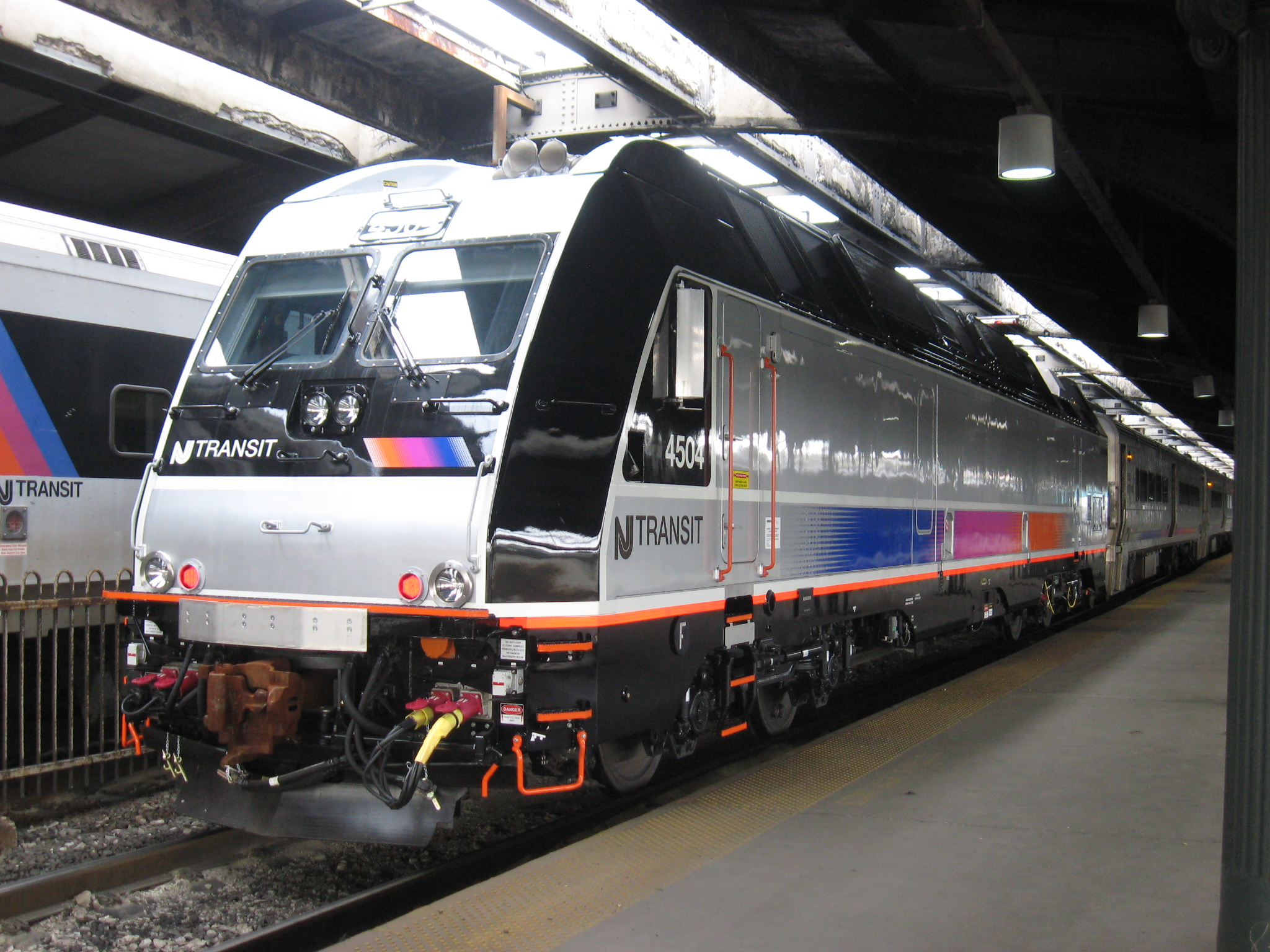
新泽西捷运通勤铁路列车停靠

### 捷運
PATH列車提供24小時服務，其車站設於地面月台以北的地下，共有三條軌道。主大堂和街道都設有入口，哈德遜廣場巴士站下方更設有升降機。前往紐瓦克賓州車站需要轉乘，如同平日前往雜誌廣場轉運中心。
- 霍博肯－33街線（平日）
- 霍博肯－世界貿易中心線（平日）
- 雜誌廣場－33街線 (經霍博肯)（深夜及週末）

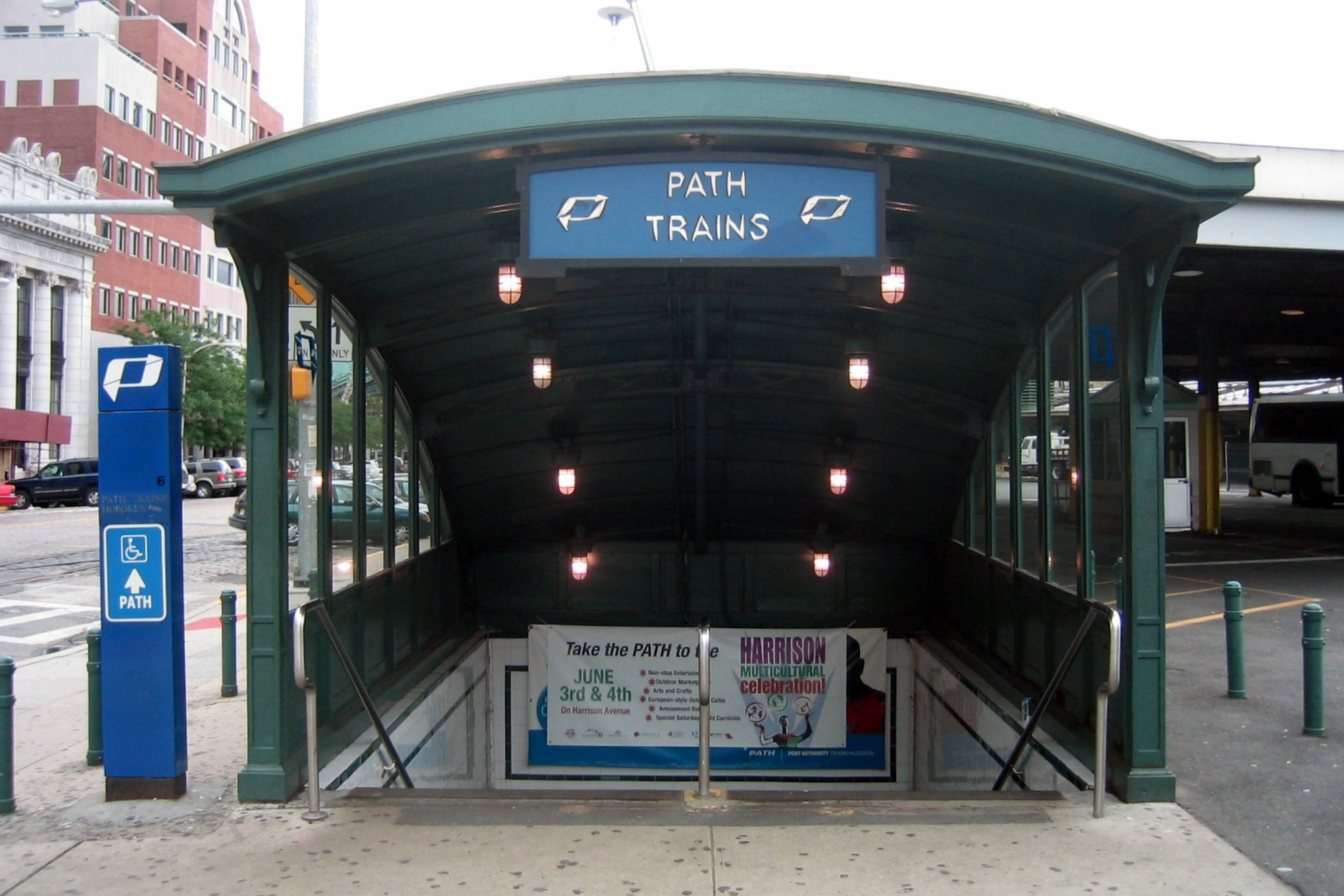
出入口
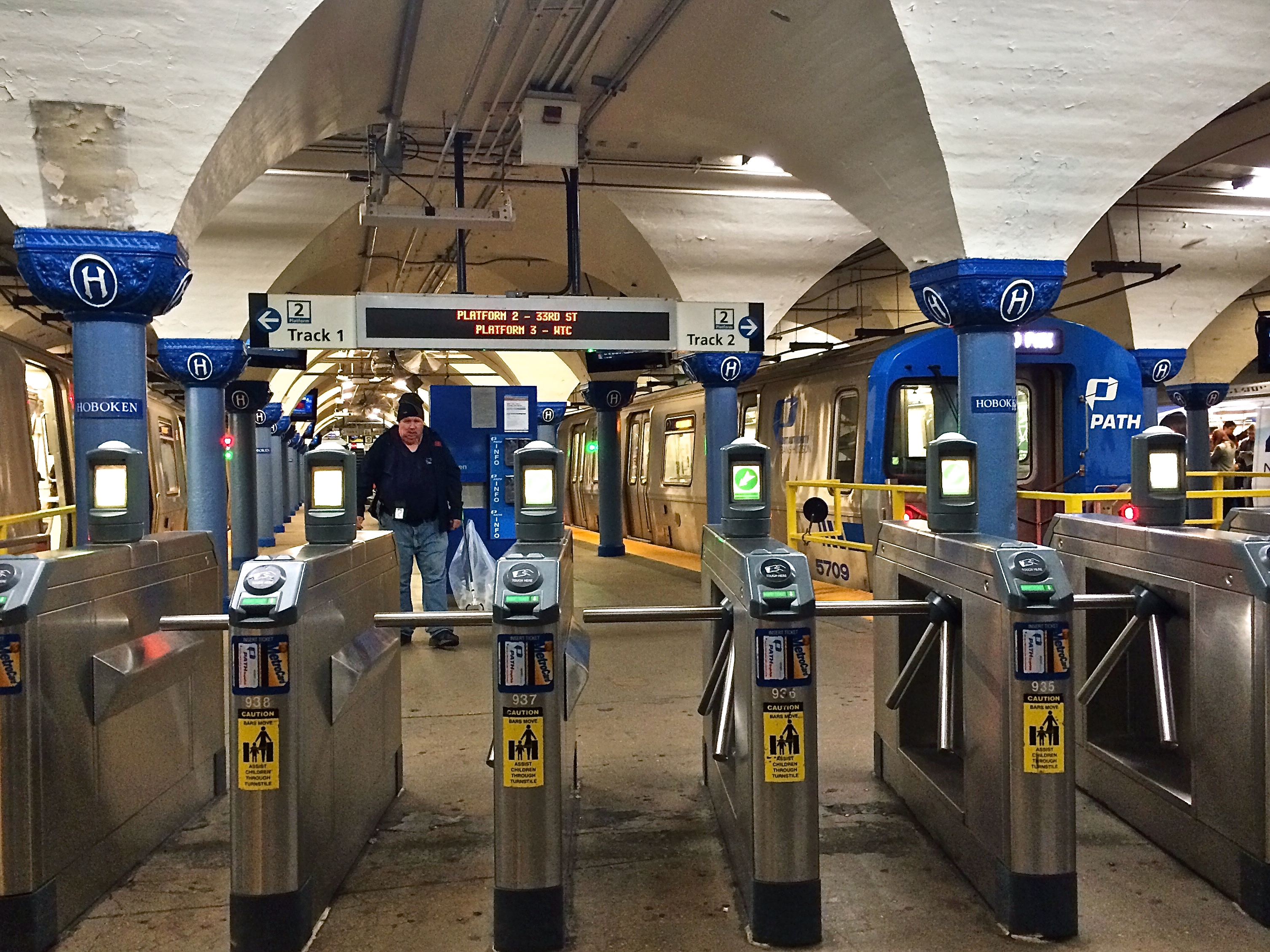
进出站闸机
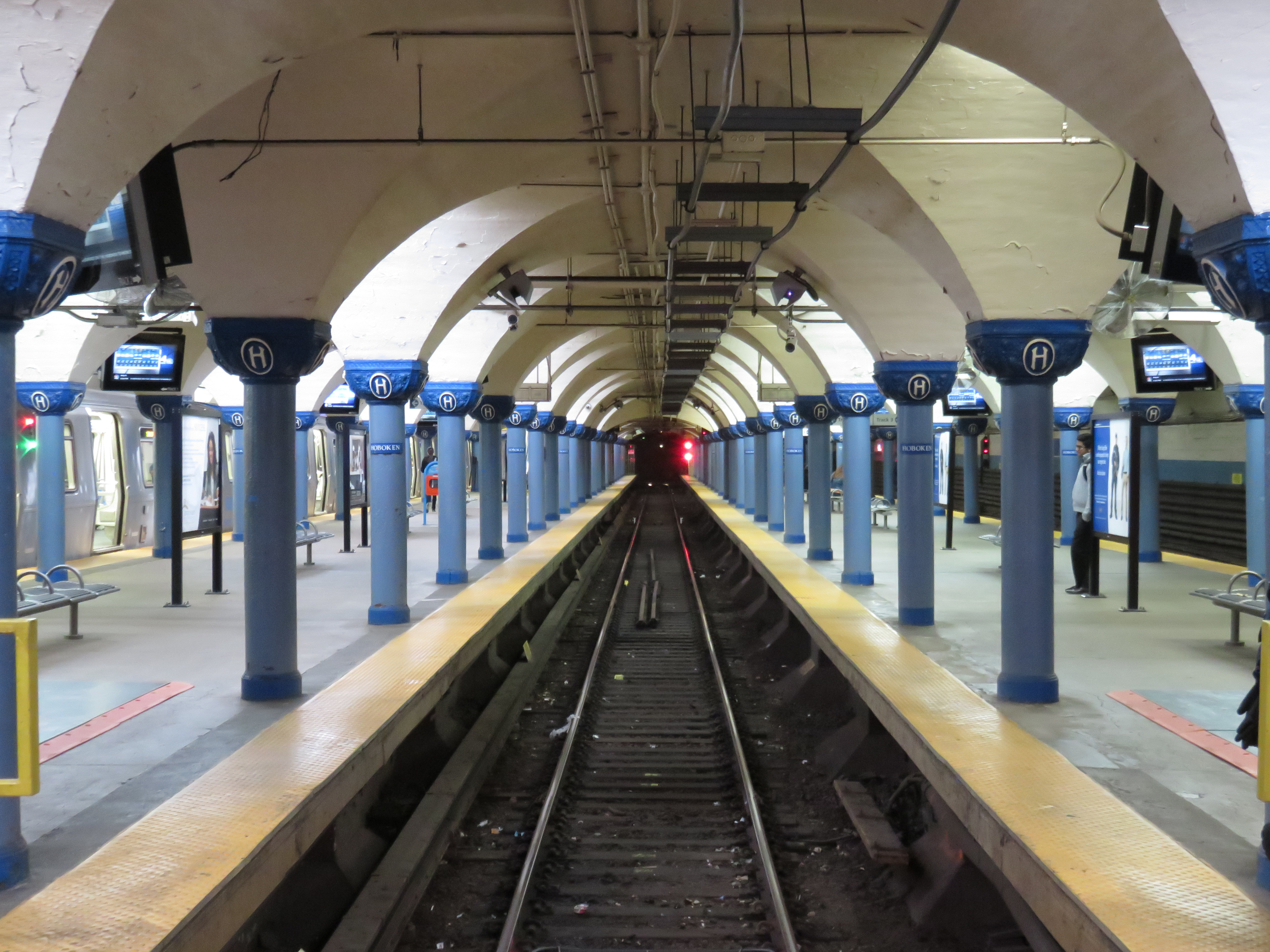
PATH站台
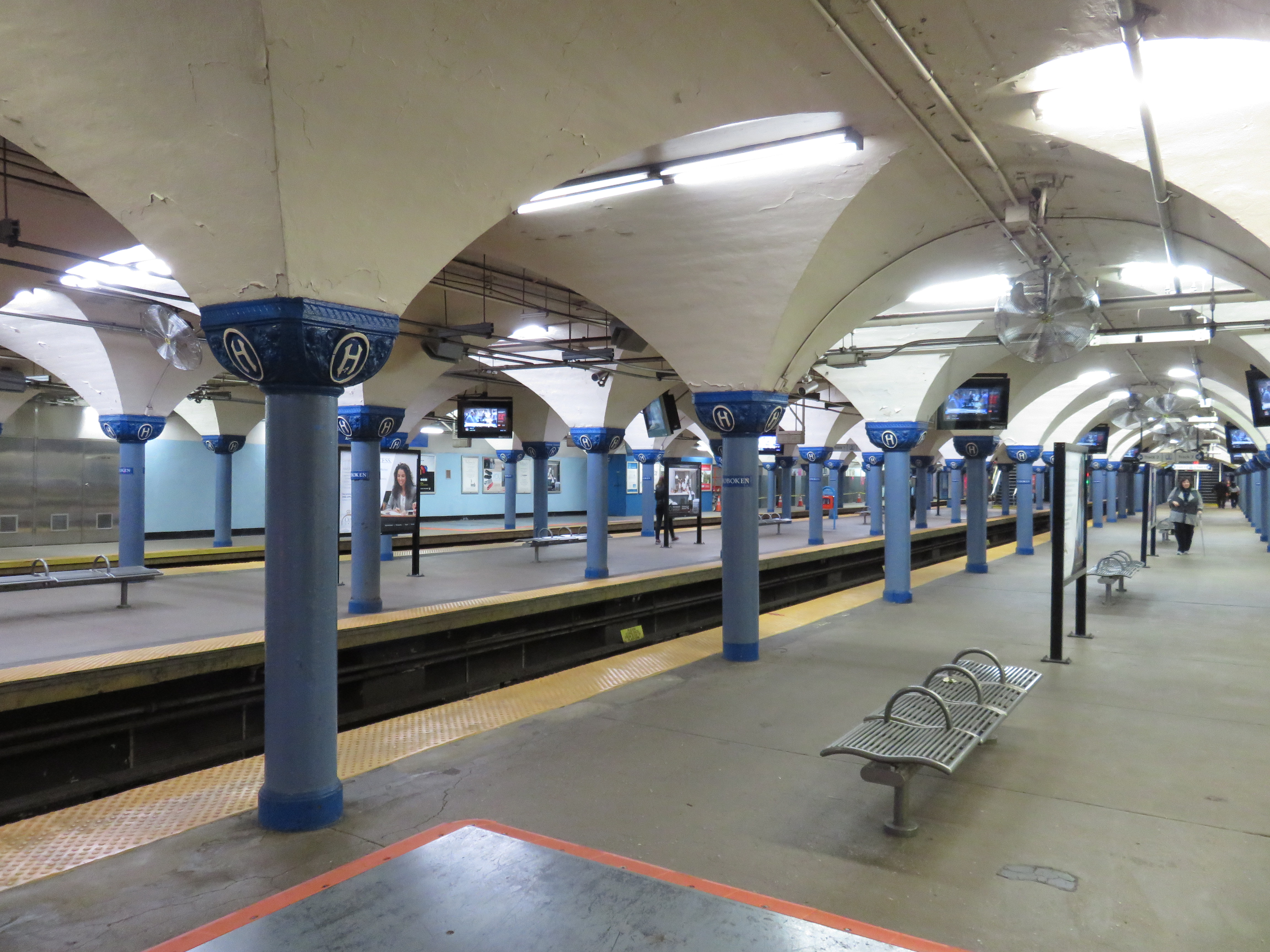
站台

| G         | 街道層                | 出入口 |
| B1        | 夾層                  | 閘機、單向閘機、轉乘新澤西交通列車 |
| B2 月台層 | 側式月台，左側開門    | 側式月台，左側開門 |
| B2 月台層 | 東行                  | 霍博肯－33街線 往33街（克里斯多福街） · 雜誌廣場－33街線 (經霍博肯) 往33街或雜誌廣場轉運中心（克里斯多福街或新港） · 霍博肯－世界貿易中心線 往世界貿易中心（新港） |
| B2 月台層 | 島式月台，左/右側開門 | |
| B2 月台層 | 東行                  | 霍博肯－33街線 往33街（克里斯多福街） · 雜誌廣場－33街線 (經霍博肯) 往33街或雜誌廣場轉運中心（克里斯多福街或新港） · 霍博肯－世界貿易中心線 往世界貿易中心（新港） |
| B2 月台層 | 島式月台，左/右側開門 | |
| B2 月台層 | 東行                  | 霍博肯－33街線 往33街（克里斯多福街） · 雜誌廣場－33街線 (經霍博肯) 往33街或雜誌廣場轉運中心（克里斯多福街或新港） · 霍博肯－世界貿易中心線 往世界貿易中心（新港） |
| B2 月台層 | 側式月台，右側開門    | |

- 出入口
- 进出站闸机
- PATH站台
- 站台

### 輕鐵

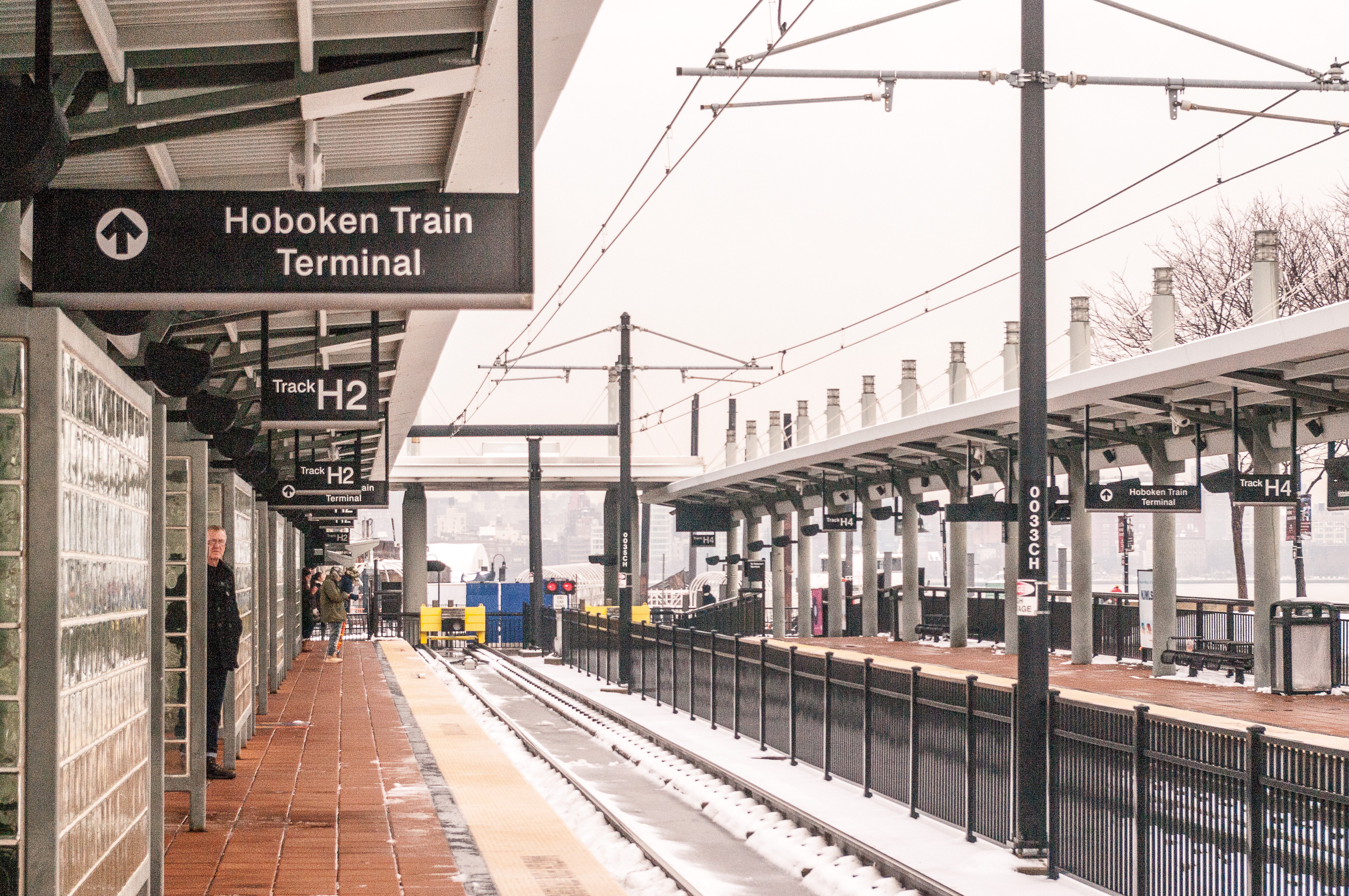
轻轨站台

霍博肯總站是哈德遜-卑爾根輕鐵三條路線當中兩條的總站。輕鐵月台位於總站大樓和18號軌道的南面，並沿哈德遜河設立了行人連接道往14街。
| 地面                  |                                                                               |
| H1道                  | ■哈德遜-卑爾根輕鐵 往托尼爾大道（第2街） · ■哈德遜-卑爾根輕鐵 往第8街（新港） |
| 島式月台，左/右側開門 |                                                                               |
| H2道                  | ■哈德遜-卑爾根輕鐵 往托尼爾大道（第2街） · ■哈德遜-卑爾根輕鐵 往第8街（新港） |
| H4道                  | ■哈德遜-卑爾根輕鐵 往托尼爾大道（第2街） · ■哈德遜-卑爾根輕鐵 往第8街（新港） |
| 側式月台，左側開門    |                                                                               |

## 外部連結
- PATH station details （页面存档备份，存于）
- Hoboken Terminal Website
- Historic American Engineering Record (HAER) No. NJ-59, "Delaware, Lackawanna and Western Railroad and Ferry Terminal, Ferry Slips and Bridges"
- HAER No. NJ-135-A, "Delaware, Lackawanna and Western Railroad Freight and Rail Yard, Long Slip Canal"
- HAER No. NJ-135-B, "Delaware, Lackawanna and Western Railroad Freight and Rail Yard, Multiple Unit Light Inspection Shed"